# Camber Castle

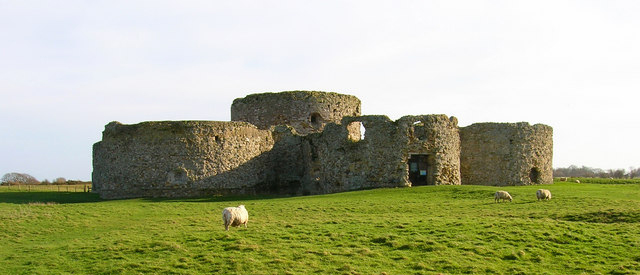
Camber Castle von Nordwesten

Camber Castle, früher auch Winchelsea Castle genannt, ist eine Burgruine in der Nähe von Rye in der englischen Verwaltungseinheit East Sussex. König Heinrich VIII. ließ die Festung zum Schutz der Küste von Sussex gegen befürchtete französische Angriffe zwischen 1512 und 1514 errichten. Das erste Verteidigungsbauwerk auf dem Gelände war ein kleiner, runder Geschützturm, von dem aus man den Ankerplatz von Camber und die Einfahrt zum Hafen von Rye überwachen konnte. 1539 führten wachsende Spannungen mit Frankreich dazu, dass König Heinrich seine Pläne zum Küstenschutz überdachte. Im Folgejahr wurde Camber Castle unter Leitung des mährischen Ingenieurs Stephan von Haschenperg umgebaut und erweitert. Das Ergebnis allerdings wurde als unbefriedigend angesehen und so wurden 1542 und 1543 weitere, sehr aufwändige Arbeiten durchgeführt, um die Probleme zu beheben. Heraus kam dabei eine große Ringfestung mit zentralem Donjon, umgeben von vier runden Bastionen und einer Eingangsbastion aus Steinen und Ziegeln.
Die fertiggestellte Burg war anfangs mit 28 bronzenen und eisernen Kanonen und einer Garnison von 28 Mann bestückt, die von einem Captain befehligt wurden. Die Festung war eventuell 1545 in vollem Betrieb, als eine französische Flotte die englische Südküste angriff, aber ihre militärischer Nutzung war kurzlebig. Der Ankerplatz von Camber und die umgebenden Häfen begannen, zu kolmieren, und waren für die Schifffahrt nicht mehr nutzbar. Die Küstenlinie verlagerte sich weiter seewärts, sodass das Fort bald weit landeinwärts lag. Darüber hinaus war die Festung durch neuere militärische Konstruktionen in Europa überholt, noch bevor sie fertiggestellt war, und ein Frieden mit Frankreich im weiteren Verlauf des 16. Jahrhunderts ließ den Bedarf an Küstenfestungen sinken. Die Festung wurde noch bis 1637 genutzt und dann auf Weisung König Karls I. geschlossen. Beim Ausbruch des englischen Bürgerkrieges 1642 wurde sie größtenteils von parlamentaristischen Truppen geschleift, damit die Royalisten sie nicht nutzen konnten.
Die Ruinen wurden im 18. und 19. Jahrhundert zu einem beliebten Picknickplatz und wurden auch von William Turner gemalt. Pläne, die Festung zu einem Martello-Turm oder einem Clubhaus für den örtlichen Golfclub umzubauen, wurden nicht realisiert. Im Zweiten Weltkrieg wurde das Anwesen genutzt, vermutlich als Vorwarnposten. Das archäologische Interesse an dem Fort stieg nach dem Krieg und 1967 wurde es unter staatlichen Schutz gestellt. 1977 wurde das Anwesen an Privatleute verkauft. Heute verwaltet es English Heritage und es ist nach einem ausgedehnten Erhaltungsprogramm zwischen 1968 und 1994 wieder öffentlich zugänglich. Die Festung ist ein unübliches Beispiel für ein unverändertes Device Fort und als historisches Gebäude I. Grades gelistet.

## Geschichte

### 16. und 17. Jahrhundert

#### Erster Turm, 1512–1514

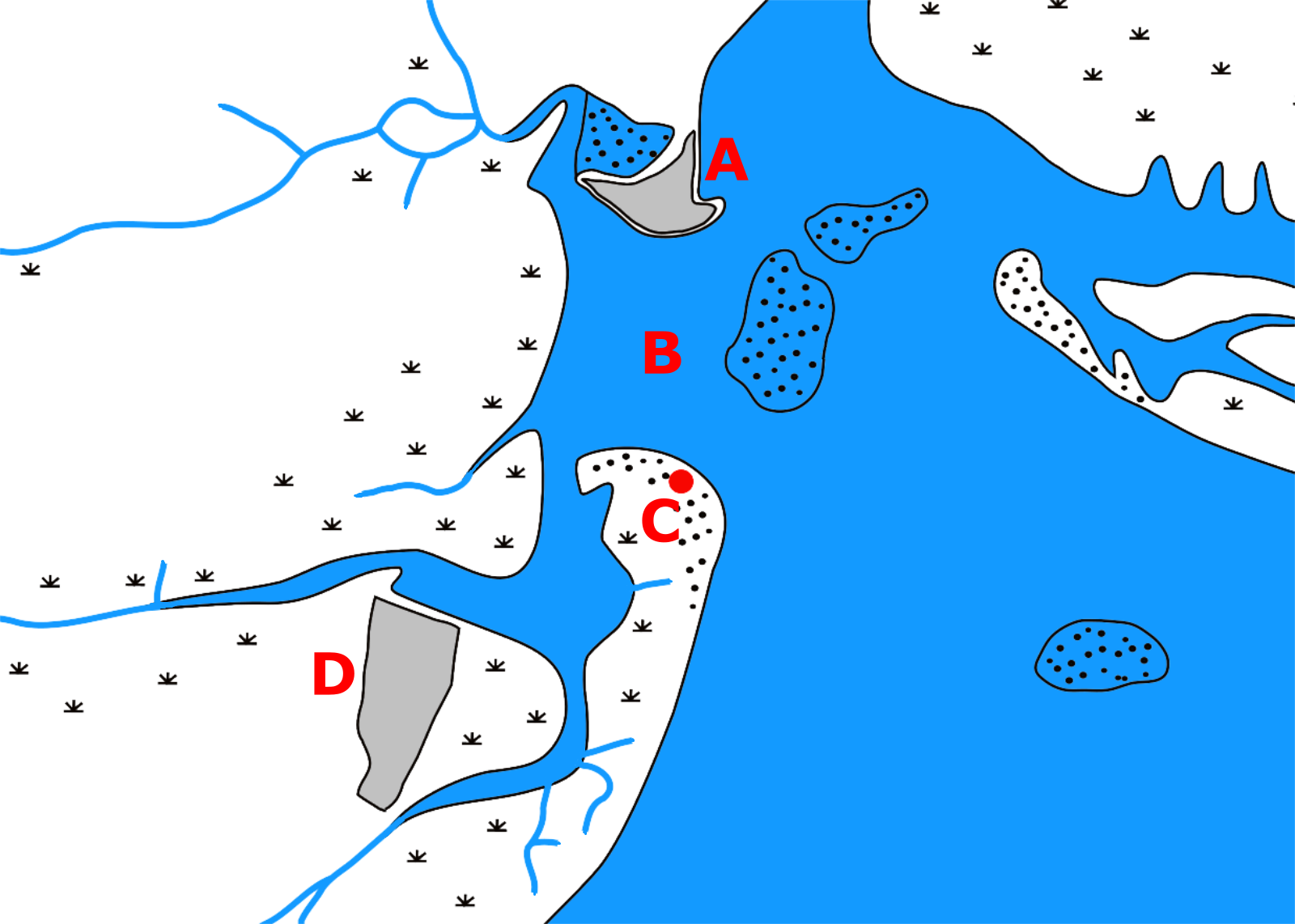
Camber im Spätmittelalter. Legende: A – Rye; B – Ankerplatz von Camber; C – Camber Castle am Kevill Point; D – Winchelsea; gepunktete Bereiche – Sanddünen und Sandbänke

Camber Castle wurde etwa auf halbem Weg zwischen den Häfen von Rye und Winchelsea (etwa 1,5 km entfernt von beiden Häfen) an der Südküste von England errichtet und überwachte ein Seegebiet namens The Camber an den Mündungen der Flüsse Brede, Rother und Tillingham. Die beiden Städte waren Teil der Cinque Ports, einer strategischen Kette von Seehäfen, die verantwortlich für die Zurverfügungstellung von Schiffen für die königliche Marine waren. Allerdings war Winchelseas Hafen schon vor dem 16. Jahrhundert versandet, was seine Nutzbarkeit einschränkte, und der Hafen von Rye hatte bald mit ähnlichen Problemen zu kämpfen. Ebenfalls war die Mündung The Camber im Spätmittelalter davon betroffen, auch wenn dieser Prozess einen wichtigen neuen Ankerplatz für Schiffe geschaffen hatte.
Die erste Befestigung in Camber wurde vermutlich kurz nach 1486 von Sir Richard Guildford, dem Master General of the Ordnance, errichtet, der von König Heinrich VII. die Grundherrschaft Higham in Kent als Lohn für den Bau eines Verteidigungsturms zum Schutz des Ankerplatzes erhalten hatte. Es ist allerdings kein Beweis für den tatsächlichen Bau eines solchen Turmes durch Guildford bis heute erhalten, und König Heinrich VII. investierte bis zum Ende seiner Regentschaft nicht viel in den Schutz der Küsten. Viele Burgen in ganz England waren damals in schlechtem Zustand und galten oft als überholt und zu teuer im Unterhalt.
Heinrich VIII. wurde im Jahr 1509 zum König gekrönt und folgte einer aggressiveren Politik gegenüber dem benachbarten Frankreich als sein Vater. Die Spannungen nahmen im Jahr 1512 zu und Heinrich VIII. ordnete den Bau eines Geschützturmes und einer neuen Brücke in Camber an. Die Arbeiten wurden unter der Leitung von Edward Guildford, Richards Sohn, zum Preis von £ 1309 in den folgenden beiden Jahren durchgeführt. Der steinerne Rundturm hatte 20 Meter Durchmesser und war 9,1 Meter hoch, womit er den Kieselstreifen von Kevill Point ausfüllte und The Camber und den Hafen von Rye kontrollierte. Diese Festung bot vermutlich nur relativ begrenzte Einrichtungen und Wohnquartiere und war daher wohl nicht dauernd mit einer Garnison belegt.
Obwohl es sich um einen Geschützturm mit flachem Dach zur Aufnahme schwerer Kanonen handelte, war der Turm anfangs nicht mit Artillerie ausgestattet und konnte daher Rye gegen die feindlichen Angriffe von See her nicht schützen, die in den 1520er-Jahren gegen die Küste geführt wurden. Nach vielen Briefen, die Guildford an den Lordkanzler, Kardinal Thomas Wolsey, schrieb, trafen um 1536 schließlich einige Kanonen in Form stählerner Feldschlangen ein. Mitte der 1530er-Jahre ließ sich bereits erahnen, dass weitere Kolmation The Camber in absehbarer Zeit als Ankerplatz unbrauchbar machen würde.

#### Ringburg, 1539–1540

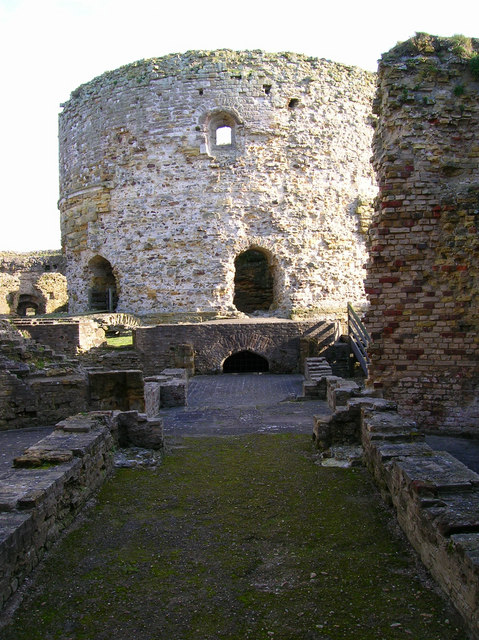
Der Donjon, der auf dem ursprünglichen Geschützturm basiert

1539 wuchs die Furcht vor einer Invasion durch Frankreich und Spanien, und König Heinrich befahl die Verbesserung des Schutzes der englischen Küsten. Es wurde eine Reihe von „Device Forts“ in ganz England errichtet. Sie sollten Kanonen tragen, die feindliche Schiffe attackieren könnten, wenn diese sich der Küste annäherten, und so jede feindliche Landung verhindern. Als Teil dieser Arbeiten wurde Camber Castle zum Preis von £ 5660 entscheidend ausgebaut.
Die erste Phase dieser Arbeiten wurde von 1539 bis Herbst 1540 durchgeführt. Der mährische Ingenieur Stefan von Haschenperg war für die Konstruktion des Forts verantwortlich. Er wurde für seine Arbeit an diesem und anderen, gleichartigen Projekten wie Calshot Castle, Hurst Castle, Sandgate Castle und Sandown Castle mit einem Jahressalair von £ 75 sehr gut bezahlt. Philip Chute, John Fletcher und William Oxenbridge, alle bekannte Lokalgrößen, dienten als Kommissionäre für das Projekt; Oxenbridge wurde der Zahlmeister. Noch vor Beendigung der Arbeiten wurden weitere Kanonen nach Camber Castle gesandt und vermutlich in vorläufigen Batterien rund um das Burggelände installiert.
Anfangs wurde der alte Turm in einen stärkeren Donjon umgewandelt, der Kanonen auf seinem Dach tragen konnte, und ein Torhaus wurde dazu errichtet; vier “Rührertürme” – so genannt wegen ihrer Form – und eine Kurtine entstanden außerhalb der Burg und Bastionen wurden um die Mauer errichtet. Gegen Ende dieser Arbeitsphase ging die ganze Burg in einer Baustelle auf, vermutlich wegen des Drängens durch den König selbst. Die Kurtine wurde aufgestockt, das Torhaus in eine Eingangsbastion umgebaut, ein neues Netzwerk von unterirdischen Gängen eingebaut und Vorwerke außen um die Bastionen hinzugefügt. Zum Jahresende 1540 wurde die Burg mit einer Garnison von 17 Männern belegt und mit Artillerie ausgestattet. Chute wurde zum Kapitän ernannt.
Das Ergebnis war eine Ringfestung, von der von Haschenperg gehofft hatte, sie würde die besten italienischen Architekturen kombinieren, schwere Kanonen tragen können, aber ein niedriges Profil zeigen, das sie vor feindlichem Artilleriefeuer schützen würde. Verschiedene Unzulänglichkeiten wurden jedoch bald offenbar. Die Konstruktion der Festung war auf Verteidigung ausgerichtet, was dazu führte, dass die Kanonen nicht leicht auf feindliche Schiffe ausgerichtet werden konnten, was ja der ursprüngliche Zweck des Baus einer Festung in Camber gewesen war. Das Eingangsbauwerk zur Festung sorgte dafür, dass einige Seegebiete im Feuerschatten lagen, und der hohe Grundwasserspiegel sorgte vermutlich für ernste Probleme mit Feuchtigkeit im Erdgeschoss. Darüber hinaus unterschied sich die Konstruktion von Camber Castle von der anderer Küstenfestungen in der ganzen Region, galt somit als unüblich und widersprach der grundsätzlichen Absicht des Königs, eine Kette von Forts bauen zu lassen.

#### Überarbeitete Ringburg, 1542–1543

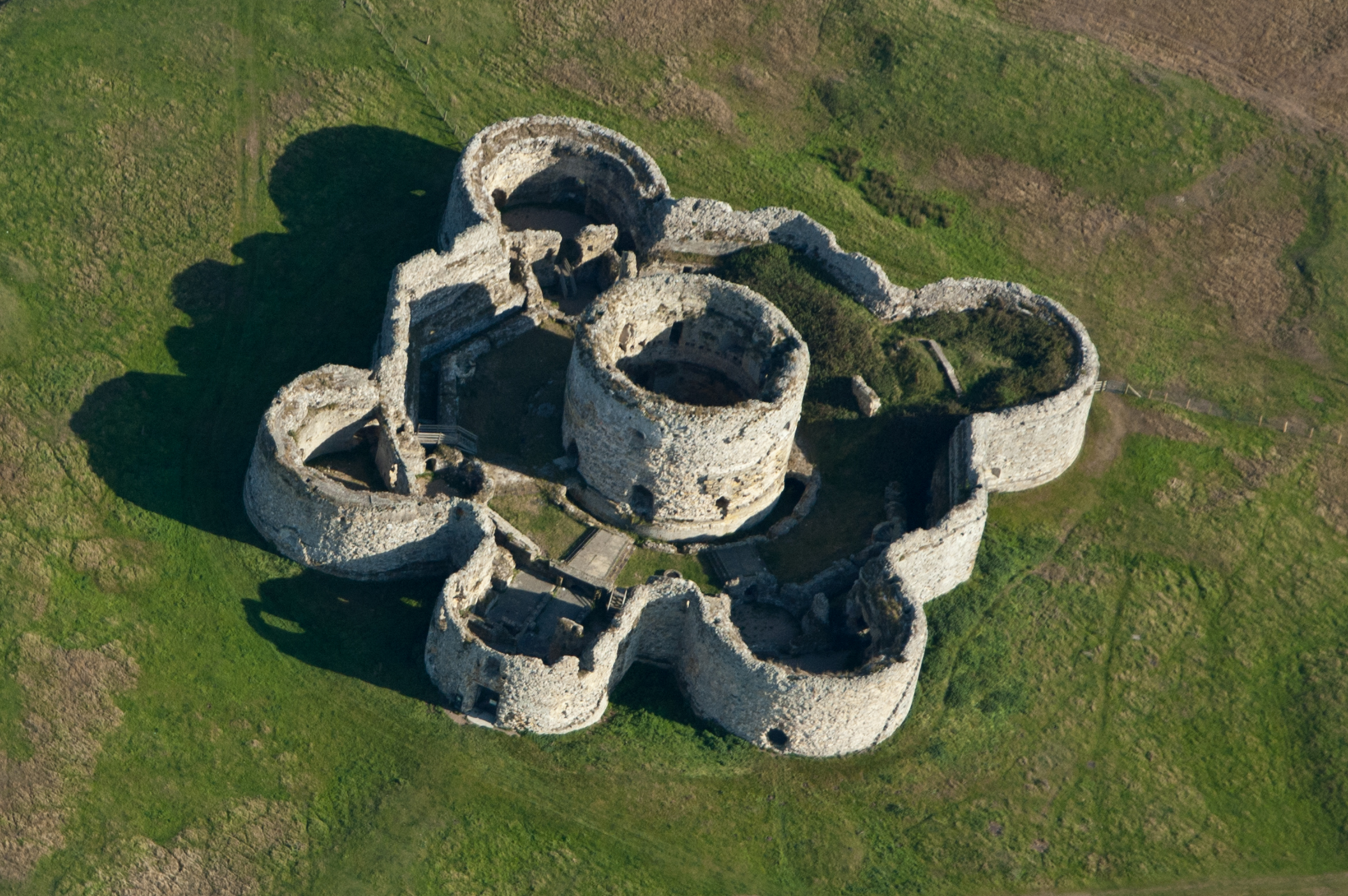
Die Ringburg aus der Luft

Wegen der Probleme mit der ursprünglichen Konstruktion begannen im Sommer 1542 erneut Arbeiten an der Burg, lange nach dem Ende der anfänglichen Furcht vor einer Invasion. Sie dauerten bis August 1543. Die Entscheidung, die Probleme an der Burg zu beheben, fällte vermutlich König Heinrich selbst. Oxenbridge scheint weiterhin Zahlmeister gewesen zu sein und übernahm auch die Funktion des Projektleiters, wobei von Haschenperg trotz der Schwierigkeiten mit seinen früheren Arbeiten fast bis zum Ende des Projektes in seiner Rolle als Bauingenieur verblieb. Die Kosten dieses zweiten Bauabschnittes waren deutlich höher als die des ersten, um £ 10.000.
Die Konstruktion unterschied sich deutlich von der von Haschenbergs erster Burg. Der Donjon und die „Rührertürme“ wurden erhöht und die Ebene der Decken angehoben, die Kurtine wurde verstärkt, die alten Bastionen vollständig entfernt und stattdessen vier neue, größere Bastionen angebaut, während die alten Vorwerke um die Burg abgerissen wurden. Das Flachdach des Donjons wurde in ein geneigtes Dach umgebaut und die Kanonen, die es trug, in die äußeren Bastionen verlegt. Obwohl die Burg etwas kleiner geworden war, bot die neue Konstruktion sehr viel mehr Wohnraum für die Garnison.
In der Praxis ignorierte auch die neue Konstruktion den Trend zu spitzwinkligen Bastionen, der sich in Europa durchsetzte; die runden Türme schufen große Flächen im Feuerschatten um die Burg, in die die Kanonen nicht feuern konnten; die hohen Mauern boten ein größeres Ziel für feindliches Feuer, die innere Aufteilung war kompliziert und man konnte sich im Fort nur mit Schwierigkeiten bewegen. Tatsächlich beschreibt der Geschichtswissenschaftler Peter Harrington die endgültige Konstruktion der Festung als noch „archaischer als ihr Vorgänger“. Chutes Rolle wurde im Januar 1544 auf die Aufgaben eines Kustodians und Captains von Camber Castle sowie eines Kustodians der Wasser von Camber und eines Puddlers erweitert, wofür er zwei Shillings pro Tag erhielt. Von Haschenperg verließ England 1544 in Schimpf und Schande; er sah sich Anschuldigungen gegenüber, er sei „ein Mann, der mehr Wissen vortäusche als er tatsächlich habe“.
Der größte Teil der Bausteine, die für die beiden Bauphasen benötigt wurden, stammte aus der Auflösung des Klosters in Winchelsea und aus den nahegelegenen Steinbrüchen von Fairlight und Hastings. Steine besserer Qualität wurden aus ‚‘Mersham‘‘ in Hampshire und von verschiedenen Zulieferern aus der Normandie gekauft. Das Holz kam aus Udimore, Appledore und Knell; die letztgenannten beiden Baumfällaktionen wurden direkt vom Projektteam von Camber Castle durchgeführt. Kreide wurde aus Dover beschafft, um Kalk herzustellen, und mindestens 16.000 Ziegel wurden anfangs gekauft, um die notwendigen Öfen zu bauen; vermutlich über 500.000 weitere Ziegel wurden mit Fortschreiten der Arbeiten vor Ort gebrannt. Stahl, Eisen und Fliesen wurden vor Ort in Sussex zugekauft, zusammen mit 10 Tonnen Kränen für den Kai der Baustelle.

#### Nutzung

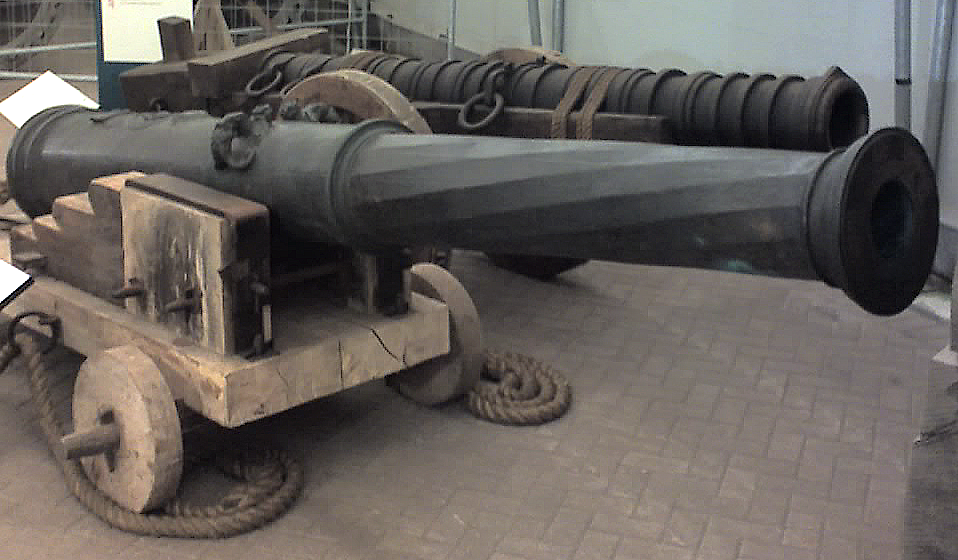
Replika einer englischen Bronzefeldschlange aus dem 16. Jahrhundert (im Vordergrund) und eisernes „Portpiece“ (im Hintergrund)

Die Burg wurde bereits bei ihrer Fertigstellung nicht mehr benötigt, da neuere militärische Konstruktionen in Europa keine runden Bastionen mehr verwendeten, sondern spitze Bastionen wie in den späteren sternförmigen Forts einsetzte. Dennoch wurde Camber Castle über das verbleibende Jahrhundert hinaus als Artilleriefort genutzt, ab 1540 mit einer Garnison von 24 Mann unter dem Kommando von Chute und ab 1542 einer solchen von 28 Mann und einem Captain. Auch wenn die Burg von Anfang an mit Schießscharten für Handfeuerwaffen ausgestattet war, hing ihr Wohl und Wehe bei Angriffen von der Landseite her doch in entscheidendem Maße von Bogenschützen ab. 1568 waren z. B. 140 Langbögen und 560 Pfeile dort gelagert, vermutlich für die örtliche Miliz in Kriegszeiten. Stangenwaffen waren in der Burg in beträchtlicher Menge gelagert, ebenfalls für die Miliz.
Anfangs war das Fort mit zwischen 26 und 28 Geschützen bewaffnet, z. B. bronzene Kleinkanonen, Feldschlangen, kleine Feldschlangen und einem Falken, sowie Stahlgeschützen, z. B. „Portpieces“ (großen Marinekanonen) und „Bases“ (Großkanonen). Nach 1568 wurde die Anzahl der Kanonen für den Rest des Jahrhunderts auf neun oder zehn reduziert, z. B. Kanonen, Kleinkanonen, Feldschlangen und kleine Feldschlangen. Bronzekanonen konnten schneller feuern, bis zu achtmal pro Stunde und waren sicherer in der Nutzung als ihre eisernen Pendants. Es ist nicht bekannt, wie weit die Kanonen des Forts schießen konnten; Forscher haben im 16. und 17. Jahrhundert ausgeführt, dass z. B. eine Feldschlange eine Reichweite von 1600–2743 Metern hatte.
Im Juli 1545 überfielen die Franzosen das nahegelegene Seaford. In diesem Zusammenhang könnte die Burg bei Angriffen gegen die französische Flotte eingesetzt worden sein. Bald aber begann Schlick die Einfahrt zu The Camber zu blockieren, was den Einsatz als Ankerplatz verhinderte. 1548 wurden Beschwerden über die Situation beim Parlament eingereicht und 1573 drückten die Behörden in Rye ihre Befürchtung aus, dass The Camber unrettbar beschädigt sein könnte. Gegen Ende dieses Jahrhunderts hatte die landwirtschaftliche Nutzung der Marschen und das Abwerfen von Ballast aus vorbeifahrenden Schiffen diesen natürliche Prozess beschleunigt und der Ankerplatz war ruiniert. Die umgebende Region verlor auch ihre strategische Bedeutung: Städte wie Winchelsea und Rye waren auf dem absteigenden Ast, 1558 war mit Frankreich Frieden geschlossen worden und das militärische Interesse wandte sich der Bedrohung durch die Spanier im Südwesten von England zu.
Die Burg war ab 1553 mit einer Garnison von 26–27 Mann belegt, davon 17 Füsiliere; sie wurden von einem Captain geführt, eine Rolle, die Thomas Wilford 1570 übernahm. Mit dem Fortschreiten des Jahrhunderts war die Burg immer schwieriger zu unterhalten. 1568 wurde berichtet, dass die Geschützplattformen ruiniert seinen, und die Reparaturkosten wurden auf £ 60 geschätzt; es ist aber nicht klar, ob die Reparaturen ausgeführt wurden. Die Spannungen zwischen England und Spanien stiegen und 1584 investierte Königin Elisabeth I. £ 171 für Reparaturen an der Burg, weil man erneut Angst vor einer Invasion Englands hatte. Der englisch-spanische Krieg brach im Folgejahr aus und 1588, im Jahr der spanischen Armada, planten ein Jesuitenpfarrer namens Father Darbysher und Roger Walton, ein Spion, der auf der Gehaltsliste der Spanier stand, das Fort an einfallende Streitkräfte französischer und spanischer Soldaten zu übergeben, auch wenn ihr Verrat niemals Früchte trug.
1593 gab es eine weitere Krise mit Spanien und Bronzegeschütze, die die englische Flotte benötigte, waren nicht in ausreichender Anzahl verfügbar. Bronzegeschütze wurden daher von den Forts an der englischen Südküste gesammelt, auch von Camber Castle. Die Zahl der Geschütze auf der Burg blieb etwa gleich, aber die großen Bronze-Feldschlangen und die kleineren Kanonen wurden entfernt und durch kleinere, eiserne Feldschlangen, „Saker“ und „Minions“ ersetzt. 1594 stellte ein weiterer Bericht an die Königin fest, dass £ 95 für Reparaturarbeiten an den Festungsanlagen benötigt würden.

### 17. bis 19. Jahrhundert

#### Schließung und englischer Bürgerkrieg
Anfang des 17. Jahrhunderts wurde an Camber Castle einiges verändert. 1610 wurde Peter Temple zum Captain der Burg ernannt und zwischen 1610 und 1614 wurde die Garnison auf 14 Soldaten reduziert, wovon vier Füsiliere waren. Grund war entweder ein Versuch der Kosteneinsparung oder die Änderung der Geschütztypen auf der Burg. Die nördliche und die südliche Bastion wurden etwa 1613 und 1615 aufgefüllt und bildeten feste Geschützplattformen. Eine Ringmauer aus Erde namens The Rampire wurde gegen die Südecke der Burg aufgeschüttet. Diese festen Plattformen kosteten Wohnraum, von dem von einer kleineren Garnison weniger benötigt wurde, aber sie waren billiger zu unterhalten. Langbögen wurden für das Kriegshandwerk nicht mehr benötigt, da das Bogenschießen in England abnahm; sie wurden durch Arkebusen und Musketen ersetzt, von denen 46 Stück im Jahre 1614 auf der Burg gelagert waren.
Sir John Temple übernahm 1615 das Amt des Captains und wurde 1618 durch Robert Bacon ersetzt. Die Festung war nun sowohl veraltet als auch zu weit von der sich zurückziehenden See entfernt, um noch militärischen Nutzen zu bieten. 1623 wurde vorgeschlagen, die Burg zu schließen und König Karl I. wurde über den verfallenen Zustand der Festungsanlage informiert, die damals nachweislich schon etwa 3 km entfernt vom Meer lag. Die Städte in der Gegend setzten sich zwar dafür ein, dass die Burg weiter genutzt würde, aber Karl I. ordnete 1636 ihre Zerstörung an. Die Garnison unter der Führung von Captain Thomas Porter verließ die Burg im Folgejahr, gefolgt von der Artillerie.
Als der englische Bürgerkrieg zwischen den Unterstützern von Karl I. und denen des Parlaments 1642 ausbrach, war Camber Castle noch nicht vollständig geschlossen und diente als königliches Munitionslager. Die Bürger von Rye schlugen sich auf die Seite der Parlamentaristen, die sich damit einverstanden erklärten, dass die Waffen und die Munition aus der Burg entfernt und in die Stadt zur sicheren Aufbewahrung gebracht würden. Die Parlamentaristen machten sich Sorgen, dass die Burg von den Royalisten eingenommen würde, und setzten so die Demontage der Burg im Folgejahr fort: Die Dächer wurden abgedeckt, die Schießscharten verschlossen und die Wohnquartiere zerstört. Daher wurde Camber Castle von den Royalisten im zweiten englischen Bürgerkrieg 1648 nicht genutzt, auch wenn viele andere Küstenfestungen entlang der englischen Südküste von ihnen eingenommen wurden.

#### In Ruinen

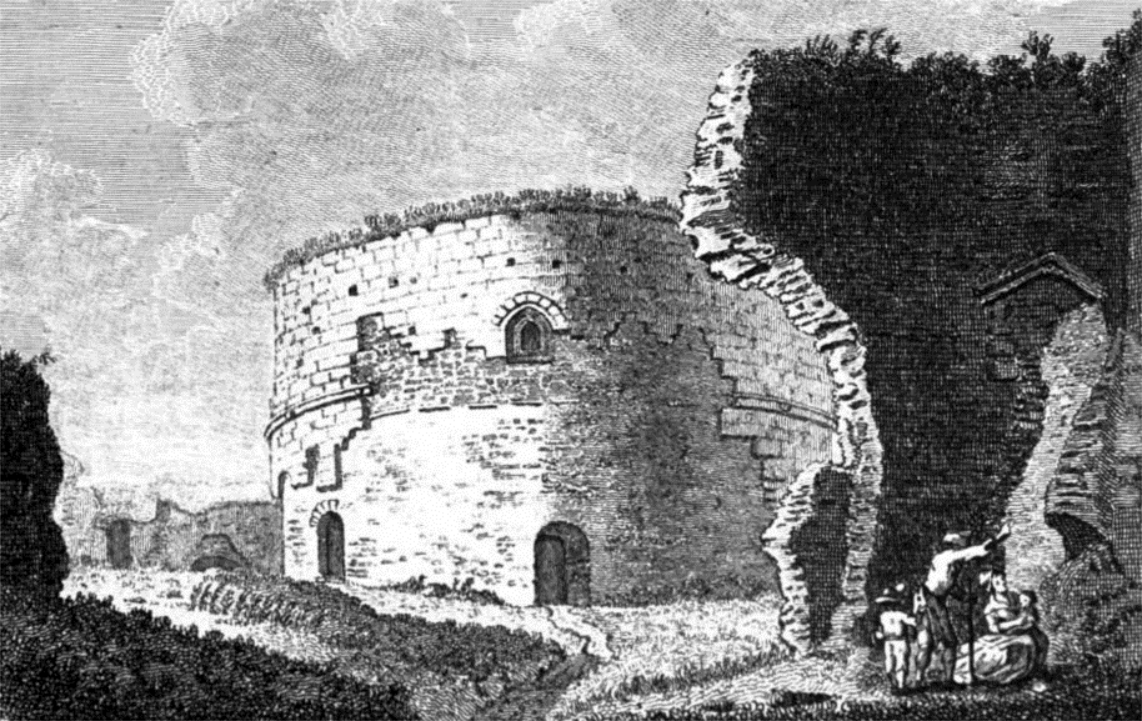
Gravierung der Burgruine 1785

Nach der Stuart-Restauration von Karl II. 1660 beschrieb ein Bericht an den König die Burg als Ruine. Eine zunehmende Zahl von Besuchern kam im 18. und 19. Jahrhundert, um die Burg zu sehen; die Nordostecke wurde ein beliebter Picknickplatz. Der Geschichtswissenschaftler Francis Grose schrieb 1785 den Niedergang der Festungsanlage den Veränderungen in den örtlichen Häfen und der Großartigkeit der Royal Navy beim Schutz der Küste zu und beobachtete, dass die Architektur der Burg “klar den niedrigen Stand der militärischen Architektur” im 16. Jahrhundert in England zeige.
Als Antwort auf die Gefahr, die von Frankreich während der Koalitionskriege ausging, untersuchte Lieutenant Colonel John Brown 1804 die Burg, um zu prüfen, ob der zentrale Donjon in einen Martello-Turm, eine Art runden Geschützturm, wie er damals üblich war, umgebaut werden könnte. Sein Vorschlag kam aber nicht zur Ausführung, auch wenn die Verteidigungsanlagen der umgebenden Küstenlinie von der Regierung wesentlich verbessert wurden. Der Maler William Turner besuchte die Burg zwischen 1805 und 1807 mitten in den Arbeiten und bildete sie später in Landschaftsgemälden und Skizzen der Gegend ab.

### 20. und 21. Jahrhundert

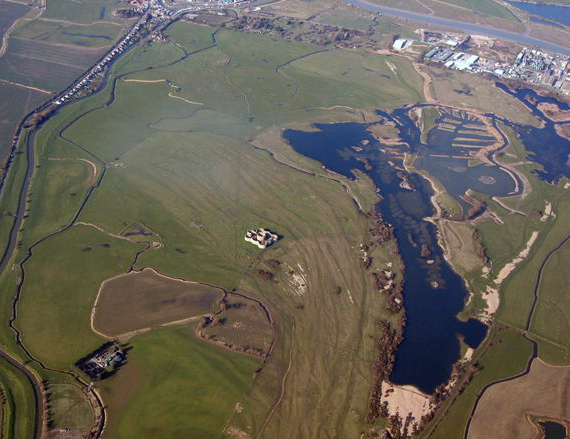
Ein Luftbild der Burg (Mitte) mit dem Fluss Brede (links) und dem Hafen von Rye (oben rechts)

Anfang des 20. Jahrhunderts blieben Camber Castle und das umgebende Bauernland in privaten Händen und waren öffentlich zugänglich. 1931 wurde der Vorschlag gemacht, den Donjon in ein Clubhaus für den örtlichen Golfclub umzubauen, aber das Projekt wurde wieder fallengelassen und das Clubhaus entstand stattdessen auf der nahegelegenen Castle Farm. Ein Untersuchungsteam des Projektes Victoria County History besuchte die Burg 1935 und erstellte eine erste – wenn auch grobe – historische Analyse und einen Bericht über die Festung, der zwei Jahre später veröffentlicht wurde.
In den 1940er-Jahren waren die Reste der Burg größtenteils mit Schutt bedeckt, durch den sich Trampelpfade zogen, die die Besucher über die Jahre geschaffen hatten. Im Zweiten Weltkrieg wurde die Burg von der British Army genutzt, möglicherweise als Vorwarnposten, der mit Flugabwehrsuchscheinwerfern ausgestattet war. In einem Gebiet unmittelbar nördlich der Burg wurden die Starfish- und Marineattrappen geschaffen, um die einfliegenden deutschen Bomber von der Stadt Rye abzulenken. Gräben wurden in die nördliche Bastion gegraben und um die Außenbezirke der Burg haben vermutlich militärische Trainings stattgefunden.
In den Nachkriegsjahren wuchs das archäologische Interesse an der Burg. Ab 1951 führte das Ministry of Works ein langandauerndes Untersuchungsprojekt über Device Forts durch; der Abschnitt über Camber Castle wurde von Martin Biddle geschrieben und schließlich 1982 veröffentlicht. Biddle führte 1962 archäologische Untersuchungen auf dem Burggelände durch und im Folgejahr wurden die Ruinen für die Öffentlichkeit geschlossen, um weitergehende archäologische Ausgrabungen durch das Ministerium zu ermöglichen. Diese wurden anfangs von Martin Biddle und Allen Cork mit der Unterstützung örtlicher Schulkinder und junger Straftäter von der Korrektionsanstalt in Dover durchgeführt.
Dar Staat übernahm die Direktive über Camber Castle 1967 und im Folgejahr startete die Regierung den langsamen Prozess der Restaurierung der Burg mit dem Ziel, sie später wieder für die Öffentlichkeit zu öffnen; ihre Bemühungen waren hauptsächlich auf den Schutz der Ziegel-Innenmauern und der Mauerkerne gerichtet. Weitere Ausgrabungen folgten in den 1970er-Jahren und Anfang der 1980er-Jahre.
1977 kaufte das Department of National Heritage die Burg von den Privateigentümern. Die Regierungsorganisation English Heritage übernahm 1984 die Verwaltung der Burg und 1993 wurde ein Projekt zur Wiedereröffnung der Burg für die Öffentlichkeit gestartet. Dies schloss eine Schlusszusammenfassung der archäologischen Arbeiten der vergangenen Dekaden mit ein. Die Burg wurde schließlich 1994 wieder für die Öffentlichkeit zugänglich gemacht. Seit 2015 ist die Burg im Rahmen geführter Touren der Rye Harbour Nature Reserve für Besucher geöffnet. Das Anwesen ist als historisches Gebäude I. Grades gelistet.

## Architektur und Landschaft

### Landschaft
Camber Castle liegt heute auf dem Brede Level, einer weiten, urbar gemachten Ebene zwischen den modernen Städten Rye und Winchelsea, etwa 1,5 km von der Küste entfernt. Das umgebende Weideland ist flach, liegt nur knapp über dem Meeresspiegel und ist von zahlreichen Hügelketten gekennzeichnet, die von der sich zurückziehenden See über die Jahrhunderte geformt wurden. Östlich der Festung liegt Castle Water, ein großer Kiestagebau aus dem 20. Jahrhundert, der heute geflutet ist und ein Feuchtgebiet für den Naturschutz bildet.
Ein 1,8 Meter hohes Verteidigungserdwerk verläuft um die Süd- und die Ostseite der Burg. Ursprünglich war darauf wohl eine Steinmauer angebracht und es diente dem Schutz der Burg vor dem Meer, das damals viel näher war. Die Überreste eines erhöhten Damms, der einst die isolierte Burg mit dem Festland verband, führen heute vom Erdwerk ein kleines Stück nach Südwesten und verlaufen dann im Sande. Spuren der Löcher, die man Anfang des 17. Jahrhunderts zur Erlangung des Füllmaterials für die Bastionen gegraben hat, sind um die Außenbereiche der Burg heute noch erhalten.

### Architektur

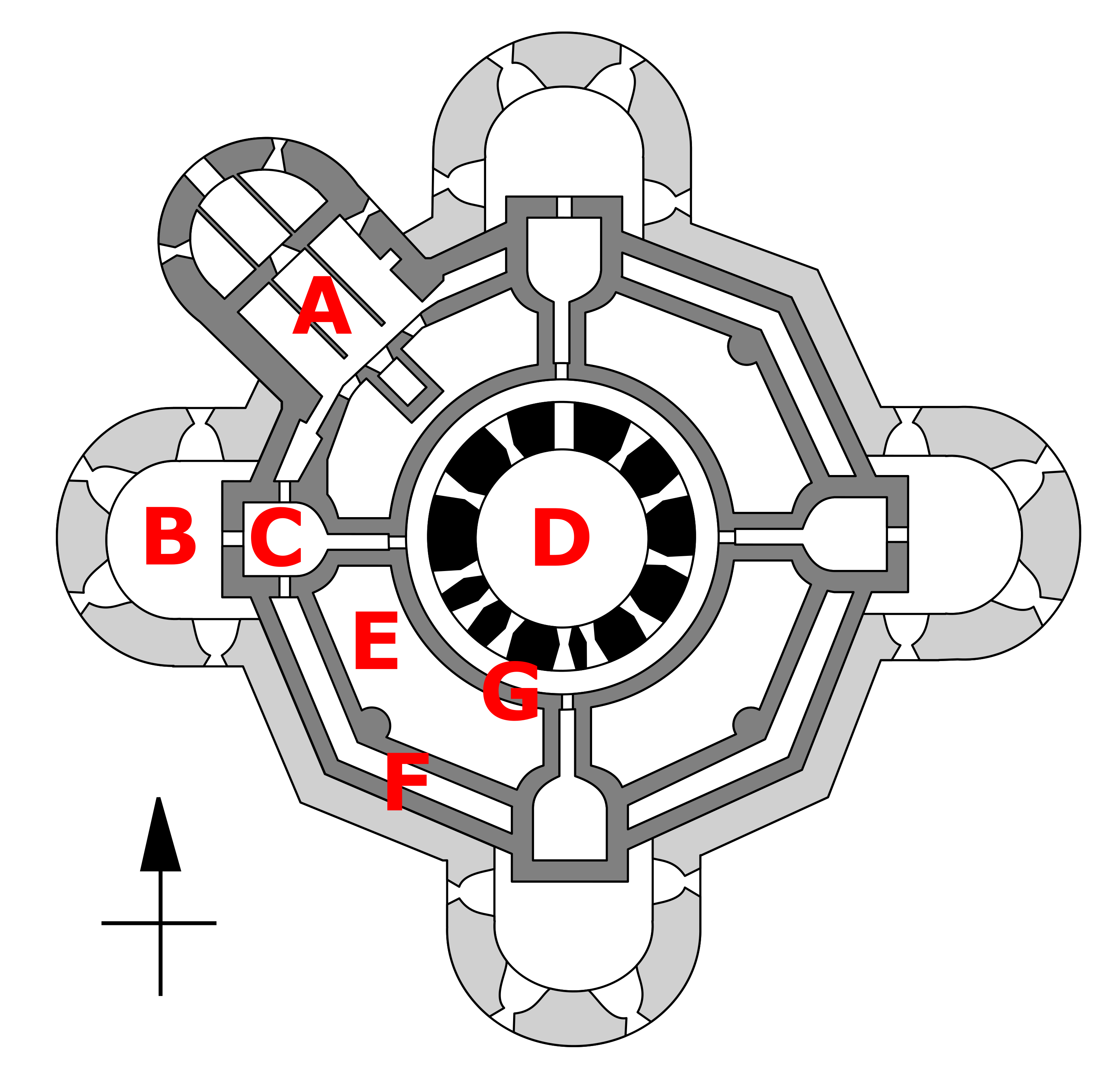
Grundriss der Burg:
A – Eingangsbastion; B – Bastion; C – „Rührerturm“; D – Donjon; E – Burghof; F – Galerie und achteckige Mauer; G – gewölbter Ringgang.
schwarz: ursprüngliche Bauten von 1512–1514;
grau: Ergänzungen von 1539–1540;
hellgrau: Umbauten von 1543–1544

Die dreistöckige Burg selbst wurde seit ihrer Fertigstellung im Jahre 1544 nur wenig verändert; sie enthält Elemente aller drei Bauphasen von 1512–1514, 1539–1540 und 1543–1544. Sie hat heute kein Dach mehr, ragt aber noch bis auf 18 Meter Höhe auf und bedeckt eine Fläche von 3000 m², fast so viel wie die größte Küstenfestung Deal Castle in Kent. Der erste Turm auf dem Gelände wurde aus feinkörnigem, gelben Sandstein gebaut, die späteren Erweiterungen sowohl aus gelbem als auch aus grauem Sandstein. Die feineren Detaillierungen sind aus Stein, der aus Caen in der Normandie importiert wurde. Eisenstein (Sandstein mit Eisenerzeinlagerungen), Schluffstein und brauner Sandsteinschutt und -geröll wurden für die Mauerkerne benutzt. Ein Teil dieses Materials stammt von den örtlichen Klippen.
Die Burg war durch die Eingangsbastion zu betreten. Der Kern dieses Gebäudes wurde in der zweiten Bauphase errichtet und war anfangs ein quadratisches, einstöckiges Konstrukt mit einer Grundfläche von 15 × 10,5 Metern. Später wurde sie nach vorne um 9 Meter verlängert, um eine runde Bastion zu bilden. In der dritten Bauphase wurde sie um ein weiteres Stockwerk erweitert. Die Innenmauern wurden größtenteils zerstört, aber die Erdgeschosskammern wurden für die Verwaltung genutzt und möglicherweise auch als Wohnraum für den zweiten Captain. Im ersten Stock lag eine Flucht von Räumen mit höherem Status für den Captain mit großen Fenstern, offenen Kaminen und einem privaten Aborterker, aber ein großer Teil dieses Stockwerks wurde zerstört. Ein besonderer, deutscher Kachelofen war vermutlich in die Wohnräume von Philip Chute, dem ersten Captain der Burg, eingebaut. Er war mit Bildern von Landsknechten und protestantischen deutschen Heerführern verziert. Nur Fragmente des Ofens sind bis heute erhalten.
In der Mitte der Festung befand sich der Donjon, der aus dem runden Turm aus der ersten Bauphase entstanden war; 6,7 Meter der ursprünglichen Gebäudemauern wurden in den neuen Bau integriert. Der ursprüngliche Turm hatte zehn Schießscharten auf Erdgeschossniveau in die 3,05 Meter dicken Mauern eingearbeitet, sie wurden im Laufe der zweiten Bauphase geschlossen. Der Donjon hatte ursprünglich eine Brüstung auf dem Dach, das anfangs flach war, aber in der dritten Bauphase in ein geneigtes Dach umgearbeitet wurde. Das Erdgeschoss wurde in Ziegelbauweise ausgeführt und hatte einen ziegelverkleideten Brunnen für die Wasserversorgung. Der Donjon besaß zwei offene Kamine, aber die waren klein und nicht zum Kochen gedacht – in der Tat diente die letzte Version des Donjons vermutlich niemals als Wohnquartier. Die Fenster im 1. Obergeschoss wurden in der letzten Bauphase hinzugefügt; sie sollten nicht als Schießscharten dienen, sondern hatten vielmehr Querriegel und Läden, sodass sie im Falle eines Angriffs leicht gesichert werden konnten.
Ein unterirdischer, gewölbter Ringgang, nur 1,9 Meter hoch, verlief um die Außenseite des Donjons und es gab gleichartige, abgedeckte Radialgänge, die davon in jede der Bastionen abgingen. Diese Gänge sind heute zerstört. Ein gepflasterter Burghof umgab den Donjon, trennte ihn von den äußeren Verteidigungsbauwerken und beherbergte einen Brunnen in der Nordwestecke. Unterirdische Gänge führten von der Eingangsbastion unter den Burgmauern nach außen, entweder um der Garnison im Notfall eine Flucht zu ermöglichen oder um Belagerungstruppen anzugreifen.
Außen war die Burg durch eine achteckige Mauer geschützt, die die vier “Rührertürme” und die Bastionen verband, die die äußeren Verteidigungsanlagen der Burg bildeten. Diese Mauer wurde ursprünglich in der zweiten Bauphase erstellt, aber in der letzten Bauphase durch eine zusätzliche, 2,4 Meter dicke Außenverkleidung ergänzt. Sie war ursprünglich mit Schießscharten entlang jedes Abschnittes und mit Brüstungen versehen. Eine zweistöckige Galerie, die relativ geräumige Wohnquartiere für die Garnison bot, verlief an der Innenseite der Mauer rundum. Heute ist nur noch das Erdgeschoss dieser Galerie erhalten. Die Galerie war durch Fenster zum Burghof belichtet. Das „Rampire“-Erdwerk, das Anfang des 17. Jahrhunderts aufgeschüttet wurde, verläuft durch die südlichen und südöstlichen Teile der Verteidigungsanlagen, wo die Schießscharten mit Steinen zugemauert wurden, als die Erde entlang der Innenseite der Burg aufgeschüttet wurde.
Die vier “Rührertürme” sind zwei Stockwerke hoch, haben eine Innenfläche von 6 × 6,2 Meter und 0,8 Meter dicke Wände, vorne flach und hinten gebogen. Auf ihnen waren ursprünglich Geschützplattformen angebracht und sie hatten Schießscharten an der Innenseite der Festung, aus denen die Besatzer in den Burghof feuern konnten, wenn notwendig. Die Bastionen, die in der dritten Bauphase um die Außenseiten der Türme errichtet wurden, sind innen 19 Meter breit, reichen von ihren jeweiligen „Rührertürmen“ 12 Meter nach außen und haben 3,6 Meter dicke Mauern. Die meisten Bastionen hatten einen einzelnen inneren Geschützraum mit einer robusten Geschützplattform darüber, nur die westliche Bastion diente als Küche und ihr Inneres war mit zwei Rundöfen und Einrichtungen zum Kochen ausgestattet. Die Bastionen waren durch einen Mauergang und Brüstungen verbunden, die heute nicht mehr existieren. Der südliche „Rührerturm“ und seine Bastion sind heute durch das Aufschütten des „Rampire“-Erdwerks teilweise verschüttet.